# Peștera, Constanța
Peștera este satul de reședință al comunei cu același nume din județul Constanța, Dobrogea, România. La recensământul din 2002 avea o populație de 1818 locuitori.